# Contribution sur les revenus locatifs
Pour les articles homonymes, voir CRL.
La contribution sur les revenus locatifs (CRL) est une taxe locative française créée à effet du 1er janvier 2001.
Elle a remplacé la « contribution additionnelle à la contribution annuelle représentative du droit de bail » (CACRDB) qui n'avait plus rien d'additionnel par suite de la suppression de la « contribution annuelle représentative du droit de bail » (CRDB) le 1er janvier 2001. Son taux applicable est de 2,5 % des loyers perçus par année civile pour les immeubles de plus de 15 ans.
Due à l'origine par l'ensemble des bailleurs, la qualité des assujettis s'est restreinte à partir du 1er janvier 2006,.
Depuis cette date, n'y sont plus soumis :
- les personnes physiques ;
- les associés personnes physiques de sociétés immobilières d'attribution transparentes et non soumises à l'impôt sur les sociétés (SCI, Société en Nom Collectif, Société en Commandite Simple) ;
- les sociétés ou groupements relevant du régime fiscal de l’article 8 du CGI lorsqu'aucun des associés n’est soumis à l’impôt sur les sociétés au taux de droit commun. La présence d’un seul associé assujetti à l’impôt sur les sociétés au taux de droit commun, quelle que soit l’importance de sa participation dans la société de personnes, conduit à l’assujettissement de cette dernière à la CRL sur la totalité des loyers perçus.

Restent donc soumis à la contribution sur les revenus locatifs les personnes morales et organismes passibles de l’impôt sur les sociétés au taux de droit commun, les organismes sans but lucratif et les personnes morales ou organismes non soumis à l’impôt sur les sociétés et ne relevant pas du régime fiscal des sociétés de personnes.